# Jordi Condom
Jordi Condom Aulí, né le 29 juin 1969 à Palamós en Espagne, est un ancien footballeur espagnol devenu entraîneur et dirigeant. Il évoluait au poste de milieu relayeur. Il est actuellement directeur sportif du club de Waasland-Beveren.

## Biographie
Jordi Condom joue en faveur des clubs de Palamós et de Figueres.
Il dispute 178 matchs en deuxième division, inscrivant six buts, et 169 matchs en troisième division, marquant 10 buts.
Il entraîne le club belge du KAS Eupen à compter de mars 2015.
Il est remercié le 6 novembre 2017.
Le 25 janvier 2018, il devient le nouvel entraîneur du KSV Roulers.
En 2021, il devient le coach du RFC Seraing, promu en D1A cette année là.